# Geeknet
GeekNet, Inc. ist ein US-amerikanisches Softwareunternehmen. Geeknet ist seit 2015 ein Tochterunternehmen von GameStop.

## Geschichte
Gegründet wurde das Unternehmen 1993 unter dem Namen VA Research durch die beiden Stanford-Studenten James Vera und Larry Augustin, um leistungsfähige Linux-PCs als Alternative zu den weit teureren Unix-Workstations zu verkaufen. In den ersten Jahren wuchs der Umsatz des Unternehmens konstant, und überstieg 1998 die Grenze von 100 Mio. USD.
Im April 1999 übernahm VA Research den größten Konkurrenten, Linux Hardware Solutions, und änderte ihren Namen in VA Linux.
Der Börsenstart des Unternehmens am 9. Dezember 1999 war der erfolgreichste aller Zeiten, denn der Aktienkurs stieg vom Handelsstart an von 30 Dollar auf bis zu 320 Dollar, und schloss am Handelsende zu einem Kurs von 239,25 Dollar. Jedoch wurde dieser Kurs nicht lange gehalten. Bereits ein Jahr später, nach dem Platzen der Dotcom-Blase, lag der Aktienkurs unter dem Ausgabepreis, und schwankt seither nur noch um die 13–15 Dollar.
Im Februar 2000 wurde Andover.net gekauft (später bekannt als Open Source Developers Network und Open Source Technology Group). Durch diese Übernahme gehörten Slashdot und andere Nachrichtenseiten im Softwarebereich zu VA Linux, und das Geschäftsmodell des Unternehmens erweiterte sich um einen starken Softwareentwicklungsschwerpunkt.
Aufgrund der wachsenden Konkurrenz durch andere Hardware-Anbieter, welche nun auch PCs mit vorinstalliertem Linux verkauften, und damit einhergehenden Verlusten, entschloss sich VA Linux im Juni 2001 das Hardware-Geschäft zu verlassen und sich nur mehr auf Software und Websites zu konzentrieren. Im Dezember 2001 wurde daher der Name in VA Software geändert.
Ab Mai 2007 hieß das Unternehmen SourceForge, Inc., im November 2009 erfolgte dann die Umbenennung in GeekNet, Inc.
Im September 2012 wurden Slashdot, SourceForge und Freecode für 20 Millionen US-Dollar an Dice Holdings verkauft.
2015 wurde Geeknet von GameStop übernommen.